# جابر بن مرداو
جابر بن مرداو ، (1780 - 1881) ويعرف باسم الشيخ جابر الكعبي ، مؤسس الدولة الكعبية، وثالث حكام مشيخة المحمرة في الأحواز بإيران، وهو والد الشيخ خزعل بن جابر الكعبي.

## عن حياته
تسلم الشيخ جابر بن مرداو الكعبي مشيخة المحمرة بعد وفاة أخيه الأكبر الشيخ يوسف بن مرداو الكعبي ثاني حكام مشيخة المحمرة في الأحواز بإيران، ويعتبر عهده في تاريخ – عربستان الأحواز - عهداً جديداً، فقد امتاز بجرأته السياسية واستطاع أن يوطد دعائم إمارته وأن يكسب ثقة رعاياه وأن يحصل على تأييد الدول المجاورة، حيث قام باستمالة الشاه الفارسي، والوالي العثماني بالعراق في وقت واحد وكسب ثقتهما وتأييدهما له، فكان مقره في المحمّرة ومحل سكناه في كوت الزين في البصرة.

## حروب في عهده
ومن أبرز ما حدث للمحمّرة أيام حكمه تعرضها لهجوم عثماني، فلما آلت وزارة بغداد إلى عهدة علي رضا باشا اللاز، من قبل السلطان محمود وعزل عنها داود باشا، وأرسل إلى إسطنبول واستولى (علي رضا باشا) على أمواله وخزائنه واستقر له أمر العراق، عزم على مهاجمة مشيخة المحمرة بالقوة لتدميرها، وفي صباح 20 رجب سنة 1253هـ -1837م هوجمت من الجهتين، ودام القتال ثلاثة أيام، وفي 23 رجب تمّ استيلاء (علي رضا) على المحمّرة، فأمر بدك حصونها وهدم دورها وقتل الرجال وسبي النساء وأباح النهب والسلب ثلاثة أيام، ولم يدُرْ بخلد الأحوازيين أن (علي باشا) سيفاجئهم بمثل تلك القوات ليدمر بها مدينتهم دون أن يجنوا ذنباً أو يقترفوا إساءة تدعو لتلك القسوة، غير أن الهجوم لم يغير شيئا من الكيان السياسي للإمارة، فبعد أن خرج العثمانيون منها، فأعاد الشيخ جابر الكعبي بناءها ووسعها.

## حكمًا مستقلًا
استغل الشيخ جابر الكعبي الظروف لمصلحته، وبقي يمارس حكمه مستقلاً عن بلاد فارس وعن الدولة العثمانية، ولم يخضع لسلطة وهيمنة أي منهما أو سيادته، بل استمرت سيادة إمارته المطلقة، حتى أن عربستان – الأحواز - تعرضت في 26 آذار 1857م لهجوم بريطاني، واحتلت القوات البريطانية مشيخة المحمرة لمدة ثلاثة أشهر ووجدت الدولة الفارسية نفسها عاجزة عن الدفاع عنها وعن إدارة شؤونها أو الادعاء بهذه الإدارة الشكلية، إذ كانت فارس آنذاك في وضع لا تحسد عليه من التفكك والانهيار، ولم يكن في كل هذا ما يربطها بالأحواز سوى معاهدة سياسية شكلية، لهذا فقد أصدر ملــك بلاد فارس (ناصر الــدين شاه القاجاري) مرسوما شاهنشاهيا مؤرخ في عام 1857 م يعلن فيه اعتراف بلاده باستقلال الإمارة استقلالا ذاتياً تحت حكم آل مرداو وقد كان المرسوم الشاهنشاهي ينص على سبعة نقاط:
- الاعتراف بأن تكون إمارة المحمّرة أو ما كان يُعرف باسم عربستان، إلى الشيخ جابر الكعبي ولأبنائه من بعده.
- يقيم فــي المحمّرة مندوب الحكومة الفارسية ليمثلها لدى أمير عربستان وتنحصر مهمته في الأمور التجارية.
- يتعهد أمير عربستان بنجدة الدولة الفارسية في حال اشتباكها في حرب مع أي دولة أخرى.

وهكذا صدر هذا الاعتراف الرسمي باستقلال المحمّرة وبإمارة الشيخ جابر الكعبي عليها بعد مرور عشرة أعوام فقط على عقد معاهدة «أرضروم» الثانية.

## وفاته
توفي الشيخ جابر الكعبي سنة 1881 م بعد أن تجاوز المئة عام من عمره، فانتقلت الإمارة إلى ابنه الشيخ مزعل.